# 船橋市立法典小学校
船橋市立法典小学校（ふなばししりつ ほうでんしょうがっこう）は、千葉県船橋市藤原５丁目２番１号にある公立小学校。旧・法典尋常高等小学校。

## 人物
歴代学校長
- 初代 - 鈴木粛